# Östraby församling
Östraby församling var en församling i Lunds stift och i Hörby kommun. Församlingen uppgick 2006 i Västerstads församling.

## Administrativ historik
Församlingen har medeltida ursprung. 
Församlingen var till 2006 annexförsamling i pastoratet Västerstad och Östraby som från mellan 1962 och 1974 även omfattade Öveds församling och Östra Kärrstorps församling och från 1974 Östra Sallerups församling och Långaröds församling. Församlingen uppgick 2006 i Västerstads församling.

## Kyrkor
- Östraby kyrka